# Massimo Volta
Massimo Volta (Desenzano del Garda, 14 maggio 1987) è un calciatore italiano, di ruolo difensore.

## Carriera

### Inizi e prestiti
Cresciuto nel Carpenedolo, squadra nella quale, durante la stagione 2006-2007, gioca 25 partite segnando 2 gol in Serie C2, viene acquistato dalla Sampdoria nell'estate 2007. Nella stagione seguente viene ceduto in prestito al Foligno, in Serie C1, dove colleziona 25 partite e, assieme a una nutrita pattuglia di prospetti (tra cui Fabrizio Cacciatore, Marco Parolo e Manuel Pascali), inizia a farsi notare dagli addetti ai lavori sfiorando con i falchetti la promozione in cadetteria.
Nel mercato estivo del 2008 Volta è ceduto in compartecipazione al Parma nell'ambito del trasferimento di Daniele Dessena alla club doriano, e quindi girato in prestito al Vicenza, in Serie B, dove gioca 29 partite mettendo a segno 3 gol. L'anno successivo è nuovamente in prestito tra i cadetti, questa volta nel Cesena, dove gioca 38 partite, tutte da titolare, segnando una rete e ottenendo la promozione in Serie A, venendo altresì nominato miglior difensore centrale della Serie B 2009-2010 dagli allenatori della categoria e da giornalisti sportivi nazionali specializzati.

### Sampdoria e Levante
Alla fine del campionato 2009-2010 Sampdoria e Parma decidono di rinnovare la comproprietà del cartellino del calciatore, il quale viene deciso che giocherà nella stagione seguente nelle file dei blucerchiati. Il 18 agosto 2010 esordisce nei preliminari di UEFA Champions League e contestualmente con la maglia doriana, scendendo in campo da titolare nella partita contro il Werder Brema conclusasi 3-1 per i tedeschi. Il successivo 12 settembre esordisce invece in Serie A durante la seconda giornata di campionato, subentrando al 79' a Stefano Lucchini nel corso della partita Juventus-Sampdoria 3-3; trova invece il suo primo gol in maglia blucerchiata il 6 marzo 2011, nella partita persa per 2-3 a Genova contro il Cesena. Conclude la sua prima stagione in blucerchiato con 25 presenze e 1 gol in campionato, 2 presenze nei preliminari di UEFA Champions League, 6 in UEFA Europa League e 2 di Coppa Italia.
Il 24 giugno 2011 viene riscattata la seconda metà del cartellino dal Parma, diventando a tutti gli effetti un calciatore della Sampdoria. Nella stagione 2011-2012 rimane al club doriano, anche se questo è retrocesso in Serie B; nella prima parte della stagione Volta viene schierato come titolare dal tecnico Gianluca Atzori, ma poi con l'arrivo di Giuseppe Iachini in panchina perde il posto a discapito di Jonathan Rossini: conclude la stagione con 22 presenze e 2 gol in campionato più una nei play-off, vinti proprio dalla squadra ligure.
Il 31 agosto 2012 viene ceduto in prestito agli spagnoli del Levante. Con i Granotes gioca solamente 4 partite della Copa del Rey, senza mai scendere in campo nella Liga né in Europa League; per questo motivo il 21 gennaio 2013 la Sampdoria comunica di aver risolto consensualmente l'accordo con il club valenciano per il prestito del calciatore.

### Ritorno a Cesena, Perugia e Benevento
Tornato a Genova, lo stesso 21 gennaio 2013 la Sampdoria raggiunge un accordo con il Cesena per il prestito di Volta in Romagna. Cinque giorni dopo il calciatore fa il suo secondo esordio in bianconero, scendendo in campo da titolare nella vittoriosa partita casalinga contro il Vicenza (3-1), terminando poi questo semestre in Romagna con 16 presenze in Serie B. L'11 luglio 2013 la Sampdoria rinnova per un'altra stagione il prestito del giocatore a Cesena; il 18 luglio 2014 il prestito viene rinnovato per la terza volta consecutiva.
Il 7 luglio 2015 si trasferisce a titolo definitivo al Perugia, in Serie B. Il 30 gennaio 2016 trova la sua prima rete con la maglia dei grifoni, siglando la rete del definitivo 2-1 nella vittoria in trasferta contro il Crotone. Rimane in Umbria per tre stagioni, contribuendo a far stazionare stabilmente la squadra in zona play-off. Nell'estate 2018 viene ceduto in prestito ai pari categoria del Benevento.

## Statistiche

### Presenze e reti nei club
Statistiche aggiornate al 12 maggio 2022.
| Stagione           | Squadra            | Campionato         | Campionato | Campionato | Coppe nazionali | Coppe nazionali | Coppe nazionali | Coppe continentali | Coppe continentali | Coppe continentali | Altre coppe | Altre coppe | Altre coppe | Totale | Totale |
| Stagione           | Squadra            | Comp               | Pres       | Reti       | Comp            | Pres            | Reti            | Comp               | Pres               | Reti               | Comp        | Pres        | Reti        | Pres   | Reti   |
| ------------------ | ------------------ | ------------------ | ---------- | ---------- | --------------- | --------------- | --------------- | ------------------ | ------------------ | ------------------ | ----------- | ----------- | ----------- | ------ | ------ |
| 2006-2007          | Carpenedolo        | C2                 | 25         | 2          | CI-C            | 0               | 0               | -                  | -                  | -                  | -           | -           | -           | 25     | 2      |
| 2007-2008          | Foligno            | C1                 | 25+2       | 0          | CI-C            | 0               | 0               | -                  | -                  | -                  | -           | -           | -           | 27     | 0      |
| 2008-2009          | Vicenza            | B                  | 29         | 3          | CI              | 0               | 0               | -                  | -                  | -                  | -           | -           | -           | 29     | 3      |
| 2009-2010          | Cesena             | B                  | 38         | 1          | CI              | 2               | 0               | -                  | -                  | -                  |             | -           | -           | 40     | 1      |
| 2010-2011          | Sampdoria          | A                  | 25         | 1          | CI              | 2               | 0               | UCL+UEL            | 2+6                | 0                  | -           | -           | -           | 35     | 1      |
| 2011-2012          | Sampdoria          | B                  | 22+1       | 2          | CI              | 1               | 0               | -                  | -                  | -                  | -           | -           | -           | 24     | 2      |
| Totale Sampdoria   | Totale Sampdoria   | Totale Sampdoria   | 47+1       | 3          |                 | 3               | 0               |                    | 8                  | 0                  |             | -           | -           | 59     | 3      |
| 2012-gen. 2013     | Levante            | PD                 | 0          | 0          | CR              | 4               | 0               | UEL                | 0                  | 0                  | -           | -           | -           | 4      | 0      |
| gen.-giu. 2013     | Cesena             | B                  | 16         | 0          | CI              | 0               | 0               | -                  | -                  | -                  | -           | -           | -           | 16     | 0      |
| 2013-2014          | Cesena             | B                  | 37+4       | 2+1        | CI              | 2               | 0               | -                  | -                  | -                  | -           | -           | -           | 43     | 3      |
| 2014-2015          | Cesena             | A                  | 24         | 0          | CI              | 1               | 0               | -                  | -                  | -                  | -           | -           | -           | 25     | 0      |
| Totale Cesena      | Totale Cesena      | Totale Cesena      | 115+4      | 3+1        |                 | 5               | 0               |                    | -                  | -                  |             | -           | -           | 124    | 4      |
| 2015-2016          | Perugia            | B                  | 39         | 1          | CI              | 1               | 0               | -                  | -                  | -                  | -           | -           | -           | 40     | 1      |
| 2016-2017          | Perugia            | B                  | 32+2       | 0          | CI              | 2               | 0               | -                  | -                  | -                  | -           | -           | -           | 36     | 0      |
| 2017-2018          | Perugia            | B                  | 36         | 2          | CI              | 2               | 0               | -                  | -                  | -                  | -           | -           | -           | 38     | 2      |
| Totale Perugia     | Totale Perugia     | Totale Perugia     | 107+2      | 3          |                 | 5               | 0               |                    | -                  | -                  |             | -           | -           | 114    | 3      |
| 2018-2019          | Benevento          | B                  | 32         | 2          | CI              | 3               | 0               | -                  | -                  | -                  | -           | -           | -           | 35     | 2      |
| 2019-2020          | Benevento          | B                  | 15         | 0          | CI              | 0               | 0               | -                  | -                  | -                  | -           | -           | -           | 5      | 0      |
| Totale Benevento   | Totale Benevento   | Totale Benevento   | 47         | 2          |                 | 2               | 0               |                    | -                  | -                  |             | -           | -           | 49     | 2      |
| 2020-2021          | Pescara            | B                  | 5          | 0          | CI              | 0               | 0               | -                  | -                  | -                  | -           | -           | -           | 2      | 0      |
| 2021-2022          | Triestina          | C                  | 27+3       | 0          | CI-C            | 1               | 0               | -                  | -                  | -                  | -           | -           | -           | 31     | 0      |
| ott. 2022-2023     | Carpenedolo        | Ecc.               | 1          | 0          | CI-Dil.         | -               | -               | -                  | -                  | -                  | -           | -           | -           | 1      | 0      |
| Totale Carpenedolo | Totale Carpenedolo | Totale Carpenedolo | 26         | 2          |                 | -               | -               |                    | -                  | -                  |             | -           | -           | 26     | 2      |
| Totale carriera    | Totale carriera    | Totale carriera    | 428+12     | 17         |                 | 21              | 0               |                    | 8                  | 0                  |             | -           | -           | 469    | 17     |

## Palmarès

### Club

#### Competizioni nazionali
- Campionato italiano di Serie B: 1

Benevento: 2019-2020